# Hotel Margaret
El Hotel Margaret era un rascacielos histórico en Brooklyn Heights, Nueva York (Estados Unidos). Fue diseñado por Frank Freeman y terminado en 1889. Durante muchos fue el rascacielos más alto de Brooklyn. En 1980 sufrió un incendio devastador.

## Historia
El hotel fue construido para John Arbuckle (1838 - 1912), un importador de azúcar y café de Brooklyn, y lleva el nombre de su hermana Margaret. El destacado arquitecto Frank Freeman, con sede en Brooklyn, recibió el encargo de diseñar el edificio, que se completó en 1889.
Durante muchos años, fue el edificio más alto de la localidad, convirtiéndose en una vista "familiar y apreciada" para los lugareños. Allí vivieron numerosos artistas prominentes, como el grabador Joseph Pennell, la novelista ganadora del Premio Nobel Sigrid Undset, y Betty Smith, autora de A Tree Grows in Brooklyn.
El edificio fue remodelado en 1958 y en ese momento se le dio una capa de pintura de "tono neutro" que hizo que perdiera parte de su atractivo policromático. En 1980, se comenzó a trabajar para convertir el hotel en condominios, pero el edificio se incendió durante la renovación y se quemó.
En 1986, se contrató al arquitecto Stanton Eckstut para diseñar una nueva residencia en el sitio, que incorpora elementos arquitectónicos que rinden homenaje a los detalles de pátina de cobre del antiguo hotel, la fachada de terracota y los ventanales de las esquinas. Mientras se construía el nuevo edificio, la propiedad se vendió a los Testigos de Jehová y se ha utilizado para alojar a los miembros del personal de la sede.

## Descripción
Terminado en el estilo románico Richardsoniano, característico del arquitecto Frank Freeman, el edificio ha sido descrito como "un edificio de apartamentos victoriano, alto, de ladrillo, terracota y metal prensado con adornos vívidos e ingeniosos" y como "el edificio más sobresaliente tras la Guerra de Secesión" en la localidad. Una fuente contemporánea lo describió como:
"... un enorme e imponente edificio de apartamentos, diseñado por Frank Freeman en una libre adaptación del románico. Desde su piso superior hay una magnífica vista del río, desde la calle o el Puente de Brooklyn una impresionante línea del horizonte. Tiene un balcón y un hueco pintorescos, y el rojo marrón oscuro de su ladrillo armoniza admirablemente con su trabajo de hierro".
El edificio estaba rematado por grandes torres rectangulares con techo piramidal, que ofrecían excelentes vistas del paisaje urbano. Los materiales de construcción primarios utilizados en su apariencia fueron piedra, ladrillo, terracota y cobre.